# 滋賀県立野洲養護学校
滋賀県立野洲養護学校（しがけんりつ やすようごがっこう）は、滋賀県野洲市小南にある県立養護学校。知的障害および肢体不自由を持つ生徒・児童を対象とする。

## 概要
2008年に滋賀県立八幡養護学校が移転する形で作られた学校である。
野洲市小南に設置された本校には小学部・中学部・高等部が設けられているほか、野洲市北桜に設けられた北桜校舎ではびわこ学園医療福祉センター野洲に通う児童の一部を受け持っている。更に通学が困難な児童・生徒のために寄宿舎が設置されている。

## 沿革
- 2008年（平成20年）4月1日：滋賀県立八幡養護学校から移転・新築[2]
- 2012年（平成24年）「プレハブ校舎｣完成
- 2013年（平成25年）「体育館体質改善工事」
- 2016年（平成28年）「3階建て新校舎完成」

## 教育方針
滋賀県立野洲養護学校では以下4つの方針が設けられている。

## 所在地
- 本校：滋賀県野洲市小南588
- 北桜校舎：滋賀県野洲市北桜978-2（びわこ学園医療福祉センター野洲に併設されている）

## 通学区域
小学部・中学部・高等部は以下の市町が通学範囲である。
- 野洲市
- 栗東市
- 守山市
- 近江八幡市（旧安土町を除く）
- 竜王町